# Marij Maver
Marij (Mario) Maver, učitelj, urednik, kulturni delavec * 15. januar 1937, Trst.

## Žviljenje in delo
Marij Maver se je rodil v Trstu, oče je bil Andrej, delavec, mati Viktorija (rojena Zlobec), šivilija. Slovensko osnovno šolo je obiskoval na Opčinah, slovensko nižjo srednjo šolo pri Sv. Jakobu v Trstu, slovensko učiteljišče pa pri Sv. Ivanu v Trstu, kjer je maturiral leta 1955. Nato se je vpisal na Pedagoško fakulteto Univerze v Trstu (leposlovne vede), kjer je opravil vse izpite, a ni diplomiral. Med leti 1963–64 je odslužil obvezni vojaški rok v Trapaniju na Siciliji in Trentu. Od leta 1967 je vpisan v italijansko časnikarsko zbornico kot publicist. Od leta 1956 je sodeloval kot zunanji sodelavec na programih Radia Trst A in je bil član igralske skupine Radijski oder (večinoma kot rumorist, do leta 1969). V letih 1965–69 je poučeval slovenščino, italijanščino, zgodovino in zemljepis na šolah sv. Cirila in Metoda pri Sv. Ivanu in Srečka Kosovela na Opčinah.  Decembra meseca leta 1969 je nastopil stalno službo kot urednik slovenski govorjenih sporedov na Radiu Trst A, do upokojitve leta 1997. Leta 1970 se je oženil z Matejko Peterlin.
Maver je objavljal pesmi, črtice in novele v Literarnih vajah, Utripih, pisal je tudi članke in glose pri Demokraciji, Mladiki, Katoliškem glasu, Koledarju Goriške Mohorjeve družbe, večkrat se je podpisoval z raznimi psevdonimi kot Pajer, Beneškinov, Kondor, Kobilar idr. Od leta 1967 je odgovorni urednik, od leta 1976 pa tudi glavni urednik revije Mladika . Bil je član odbora Slovenskega kulturnega kluba. Od leta 1969 do leta 2022 je bil predsednik Slovenske prosvete. Od nastanka stranke Slovenska skupnost je bil vedno član pokrajinskega vodstva v Trstu in nato član deželnega vodstva stranke. Leta 2015 mu je vodstvo stranke podelilo plaketo, na kateri je vgravirano: Slovenska skupnost izreka priznanje in zahvalo za nesebično in požrtvovalno štiridesetletno delo v korist narodnostnim pravicam Slovencev v Italiji. Prispeval je k ustanovitvi Sveta slovenskih organizacij (SSO) leta 1976 in bil več let član njenega odbora in predsednik za Tržaško pokrajino. Bil je član in odbornik Društva slovenskih izobražencev in je stalno sodeloval na ponedeljkovih večerih, ki jih Društvo organizira. Bil je glavni motor pri organizaciji vsakoletnih Študijskih dnevov Draga. Leta 1980 je tudi predaval na študijskih dnevih Draga o Slovenstvu v svoji kulturno politični informaciji danes. Leta 1972 je dal pobudo za literarni natečaj za prozo in poezijo, ki ga revija Mladika še vedno razpisuje in je član komisije, ki podeljuje nagrado. Leta 1975 je bil med pobudniki za nastanek priznanja Mladi oder, ki ga Slovenska prosveta še vedno podeljuje slovenskim amaterskim gledališkim skupinam s Tržaškega. Od leta 1982 je član komisije literarne nagrade Vstajenje v Trstu. Od leta 1997 do leta 2006 je bil predsednik Društva Finžgarjev dom z Opčin, od leta 2006 do leta 2023 pa odbornik društva. Leta 2013 je bil med pobudniki za ustanovitev Ločičnikove štipendije. Leta 2014 je bil kot predstavnik založbe Mladika med pobudniki za odprtje nove slovenske knjigarne v središču Trsta - Tržaško knjižno središče TS 360.
Marij Maver je bil med ustanovitelji in tudi aktivno sodeluje pri tradicionalnih prireditvah Primorski kulturni dnevi na Koroškem in Koroški kulturni dnevni na Primorskem. Prireditvi povezujeta koroške in primorske Slovence, tako v zamejstvu kot v matični domovini. Leta 2003 je bil tudi pobudnik zamisli o skupnem nastopu zamejskih založb na slovenskem knjižnem sejmu v Ljubljani pod geslom slovenska knjiga v Italiji. 
Navedemo odstavek, ki so ga napisali ob podeljitvi Schwentnerjeve nagrade: "Marij Maver je zgleden lik slovenskega kulturnika v zamejski skupnosti, ki igra vidno vlogo v manjšinskem javnem življenju, vseskozi prisoten na različnih področjih delovanja, obenem pa nikoli ne sili v ospredje. Žene ga v prvi vrsti predanost slovenstvu, predvsem pa velik čut odgovornosti, s katerim se loteva vsake pobude ter jo spremlja kritično, če je treba tudi odklonilno in brez znakov omahovanja v duhu pravila: smo v igri in moramo držati do konca. To svojo osnovno in temeljno držo neutrudno zagovarja bolj z delom, kot z besedami. Svoji literarni ustvarjalnosti se je že zgodaj odrekel zato, da bi se z večjo intenzivnostjo posvetil organiziranju raznih pobud na področju kulture, politike, založništva."

## Nagrade
- 2005 - Tischlerjeva nagrada
- 2011 - Schwentnerjeva nagrada[14]
- 2022 - Peterlinova nagrada[15]

## Pomembnejše publikacije
- Svobodni mikrofoni Drage: jubilejni zbornik ob tridesetletnici[16]
- Vinka Beličiča pogled nazaj[17]
- Sledovi Drage: izbor iz dnevnikov[18]
- Peterlinov zbornik[19]